# Oppidum d'Ensérune
L'oppidum d'Ensérune est un site archéologique comprenant les vestiges d'un village antique, situé sur une colline de la commune de Nissan-lez-Enserune, dans le département de l'Hérault (France). Ce village a été occupé entre le VIe siècle av. J.-C. (âge du fer) et le Ier siècle apr. J.-C. Sa position au sommet d'une colline lui vaut d'être qualifié d'oppidum.

## Localisation et environnement
La colline d'Ensérune domine d'une centaine de mètres les plaines alentour et offre ainsi une excellente vue panoramique sur une partie des régions de Béziers et de Narbonne, jusqu'aux Pyrénées. Entre autres, ce point de vue permet d'appréhender en un seul regard l'étang de Montady, situé au nord, juste au pied d'Ensérune. Depuis la fin du XVIIe siècle, le canal du Midi passe au sud de la colline en provenance du tunnel de Malpas au sud-est.
Le lieu se situe à environ huit kilomètres à l'ouest et à vol d'oiseau du centre historique de Béziers. Le site archéologique se trouve à environ deux kilomètres et demi au nord du vieux village de Nissan-lez-Enserune, à la limite avec les territoires de Colombiers, Montady et Poilhes qui en possèdent une partie des pentes.

### Géologie
La colline d'Ensérune est constituée d'une roche très tendre, ce qui a permis de creuser les silos. Cette roche est formée de sédiments du Miocène, constitué de sables marins littoraux.

## Histoire antique

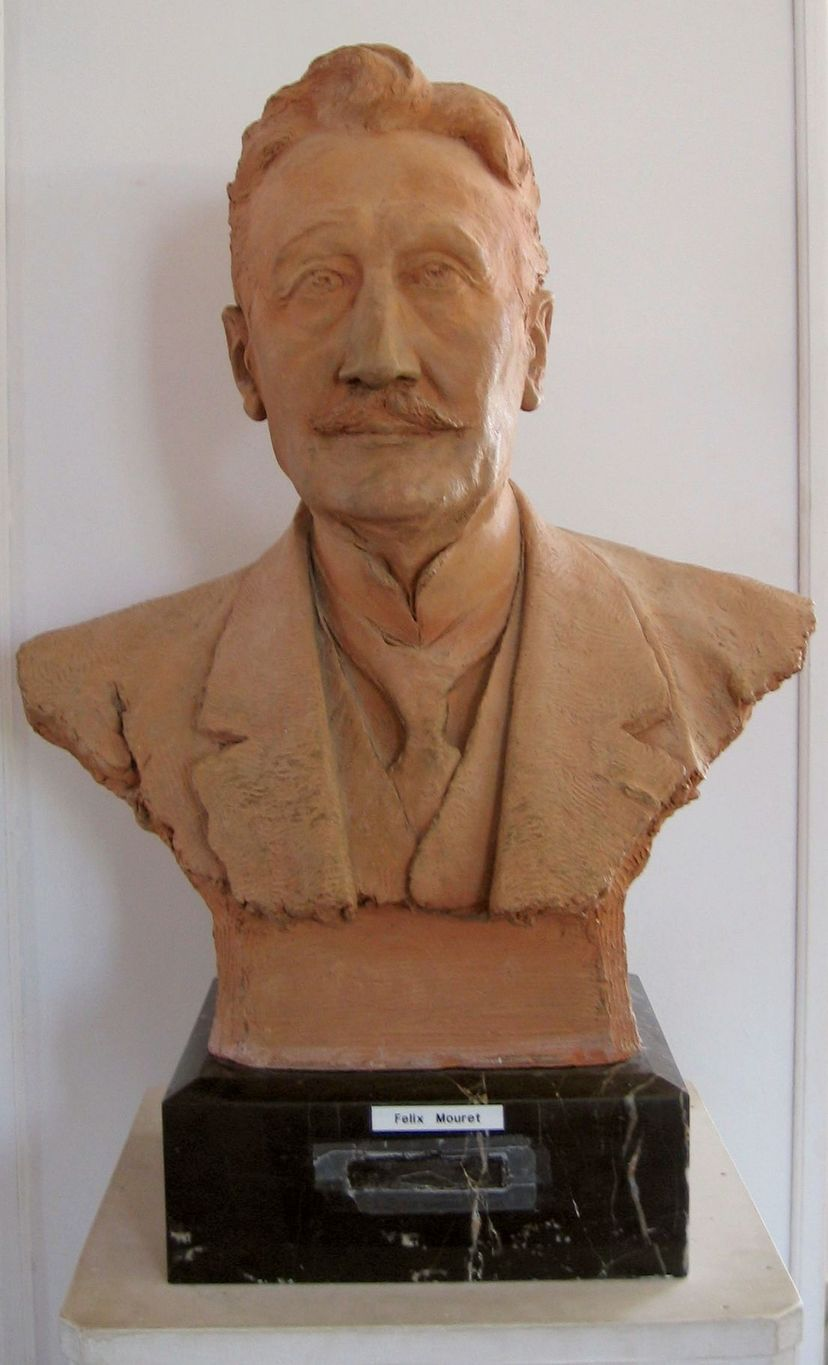
Buste en terre cuite de l'archéologue Félix Mouret. Buste présenté au musée d'Ensérune.

D'après les trouvailles archéologiques, le site est occupé en permanence par un groupe de population élisyque du VIe siècle av. J.-C. au Ier siècle apr. J.-C., avec un véritable développement urbain à partir de la fin du Ve siècle. De -500 à -300, de nombreux échanges commerciaux commencent. Il s'agit de la période hellénistique du site. Puis arrivent les Gaulois vers -218. Il trouve une certaine prospérité avec la fondation de Narbonne par les Romains en -118 et enfin il va s'éteindre vers le Ier siècle de notre ère.
Durant l'âge du fer (VIIIe – IIe siècle av. J.-C.), Ensérune constitue l'un des principaux oppida de la Gaule méditerranéenne en territoire élisyque (culture ibéro-languedocienne).

## Archéologie

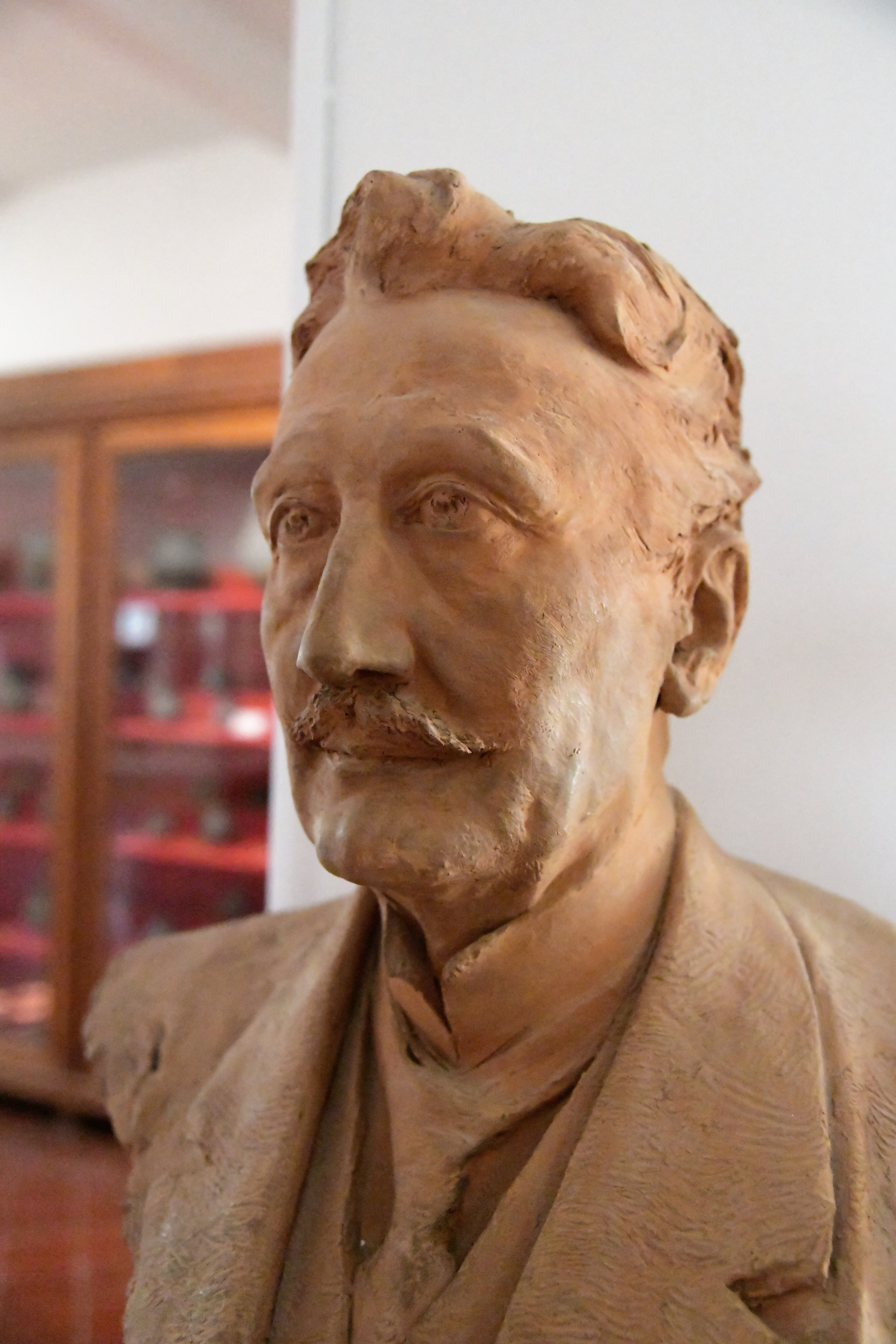
Buste de l'archéologue Félix Mouret, l'un des principaux artisans des découvertes effectuées sur l'oppidum et sa nécropole. Son buste est exposé dans le Musée. Il est attribué au sculpteur J.A. Injalbert.

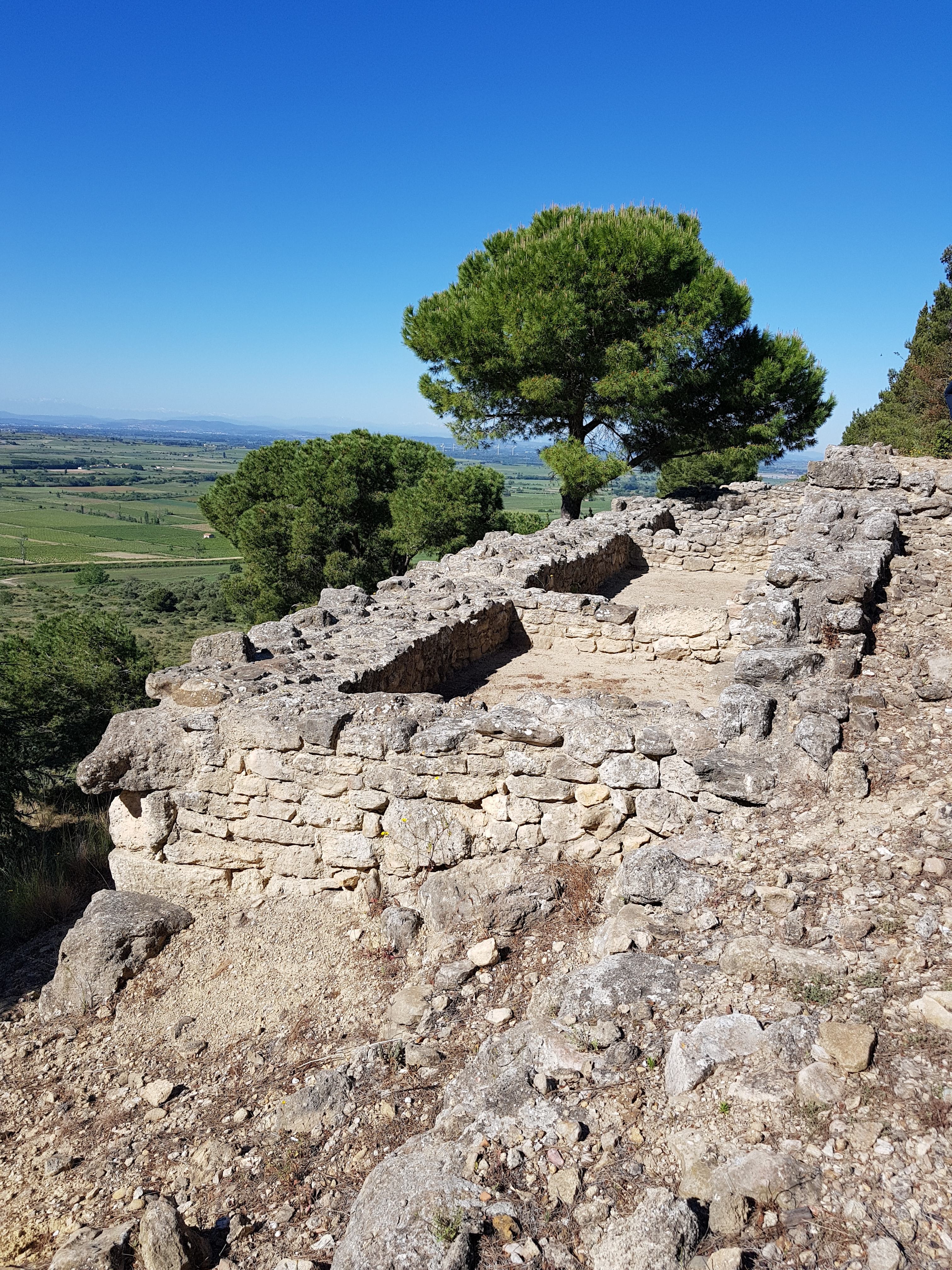
Vue du sud de l'acropole, un quartier d'habitation au dessus du rempart

Vers 1850, des numismates trouvent des monnaies ibériques sur le site, ce qui attire l'attention des archéologues locaux. Entre 1843 et 1860, l'abbé A. Ginieis, curé de Montady, réalise la première exploration du site, et trouve un cimetière à incinération, et des tombes. En 1915, Félix Mouret, un propriétaire des environs passionné d'archéologie, est le premier à entreprendre des fouilles minutieuses et systématiques du sol d'Ensérune, qu'il publie en 1916. Il poursuit son travail jusqu'en 1928. En 1937, l'architecte en chef des monuments historiques, Jules Formigué, installe la collection de Mouret et les trouvailles successives dans la villa construite au sommet en 1915, où on peut toujours les admirer. On trouve une très impressionnante collection de céramiques, qui permettent d'observer l'évolution culturelle du site.
De 1929 à 1945, l'abbé Louis Sigal étudie l'oppidum de façon approfondie. Entre 1946 et 1958, Jean Jannoray poursuit ce travail, avec la collaboration active du curé de Nissan-lez-Enserune, Joseph Giry, et publie une thèse de doctorat sur l'oppidum d'Ensérune, en 1955. L'abbé Giry, lui aussi archéologue, continue les travaux et participe à la création du musée d'Ensérune.
Dans les années 1960, un important chantier est confié à Hubert Gallet de Santerre. À la fin des années 1980 et en 1995, Martine Schwaller réalise d'autres travaux, notamment sur des tombes.
Enfin, à la fin des années 1990, on mentionnera les fouilles réalisées par Cécile Dubosse (sondages dans la zone sommitale) et M.-E. Bellet (une zone artisanale).
À l'ouest du site, une nécropole a été découverte.
Le site et son musée sont administrés par le Centre des monuments nationaux.

## Les silos de l'oppidum

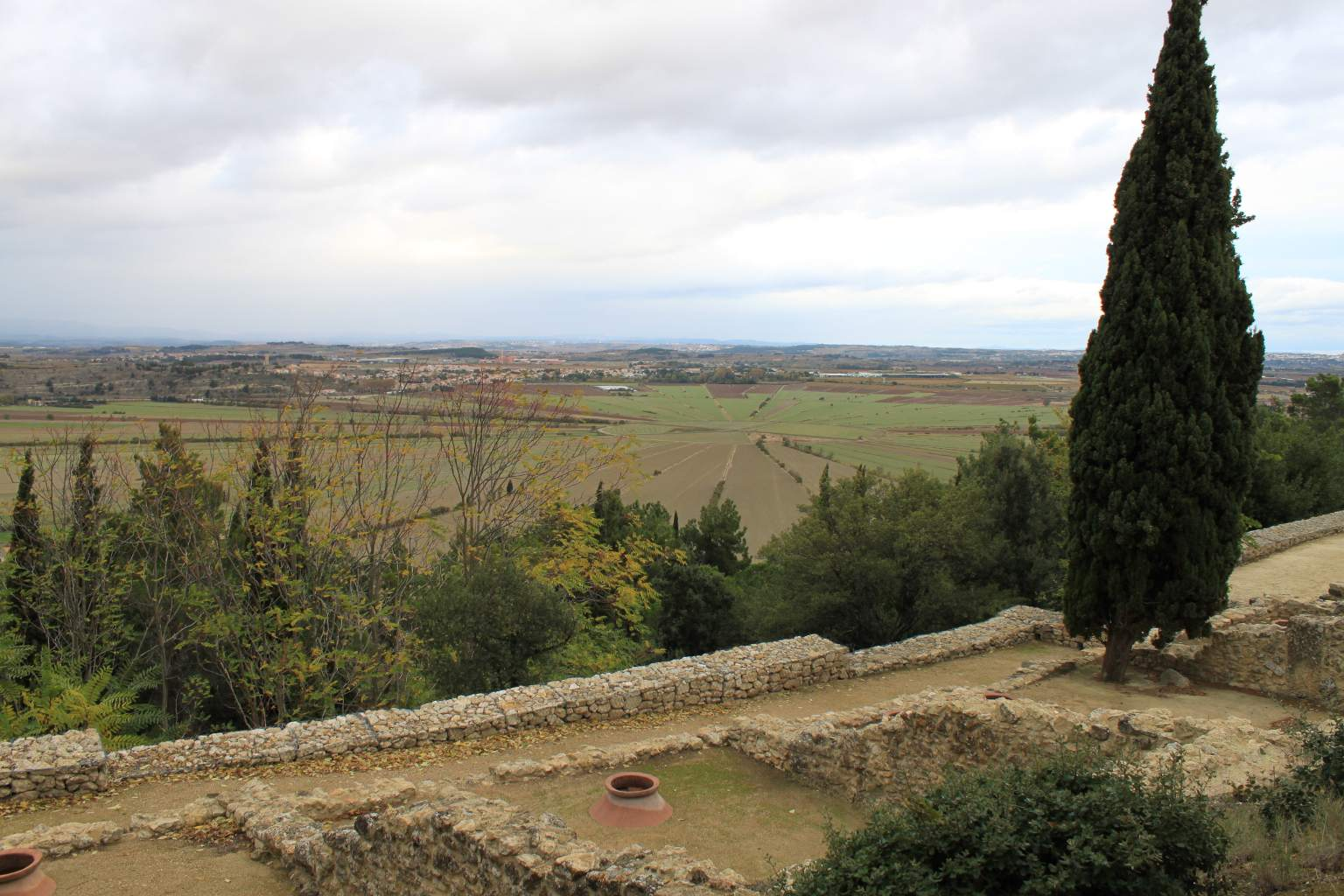
Vestiges de l'oppidum, avec vue sur l'étang de Montady

Le site d'Ensérune est réputé pour posséder une quantité importante de modules de stockage que sont les silos, creusés dans la roche du sous-sol. En effet, on compte pas moins de 300 fosses sur la colline et ses environs. Ces structures présentent une capacité pouvant aller de 10 000 à 85 000 litres[réf. souhaitée], avec une forme généralement ovoïde.
Construits tout au long de l'histoire du site, contrairement à ce que pensait Jean Jannoray dans les années 1950 (réalisation des fosses avant le Ve siècle av. J.-C., puis réutilisation en tant que citernes, comblement pour permettre la construction de nouvelles habitations, etc.), on a toujours supposé qu'ils ont servi pour le stockage des denrées. Les réserves de céréales constituent un élément vital pour la survie des groupes humains. Apparue aux environs de la révolution néolithique, la maîtrise du stockage des céréales est essentielle dans l'organisation de la plupart des sociétés car elle est impliquée dans plusieurs activités humaines majeures. Toutefois, l'usage de ces creusements en tant que réserves d'eau est désormais considéré comme vraisemblable pour un très grand nombre d'entre eux et il semble acquis que la plupart de ces structures appartienne à la dernière phase du site (principalement datées entre le IIe et le Ier siècle av. J.-C.).

## Protection
Les terrains abritant le site archéologique font l’objet de classements au titre des monuments historiques depuis le 5 mars 1935 et depuis le 21 janvier 1936.

## Mise en valeur du patrimoine archéologique

### Réseau muséal et institutionnel

#### Réseau "Iron Age Europe"
Le Site et Musée archéologique d’Ensérune est rattaché au réseau "Iron Age Europe". Ce-dernier, créé en 2011 à l'initiative du Musée et Parc archéologique du Laténium, en Suisse, est un partenariat international entre les institutions destinées à la recherche, à la préservation et à la valorisation de sites archéologiques comme de collections emblématiques de l’Europe de l’âge du Fer.
Outre Ensérune, ce réseau regroupe à ce jour les sites et les musées archéologiques suivant :
- Bibracte (Bourgogne, France)
- Lattes (Montpellier, France)
- Munich (Bavière, Allemagne)
- Manching (Bavière, Allemagne)
- Francfort (Hesse, Allemagne)
- Lausanne (Vaud, Suisse)
- Laténium (Neuchâtel, Suisse)
- Ullastret (Catalogne, Espagne)
- Barcelone (Catalogne, Espagne)

## Expositions temporaires
- Jusqu'au 19 mai 2024 : " En route! La voie Domitienne des Pyrénées au Rhône ", à l'oppidum et musée d'Ensérune